# Power Rangers : HyperForce
 (juillet 2023).
La mise en forme du texte ne suit pas les recommandations de Wikipédia : il faut le « wikifier ».
Les points d'amélioration suivants sont les cas les plus fréquents :
- Les titres sont pré-formatés par le logiciel. Ils ne sont ni en capitales, ni en gras.
- Le texte ne doit pas être écrit en capitales (les noms de famille non plus), ni en gras, ni en italique, ni en « petit »…
- Le gras n'est utilisé que pour surligner le titre de l'article dans l'introduction, une seule fois.
- L'italique est rarement utilisé : mots en langue étrangère, titres d'œuvres, noms de bateaux, etc.
- Les citations ne sont pas en italique mais en corps de texte normal. Elles sont entourées par des guillemets français : « et ».
- Les listes à puces sont à éviter, des paragraphes rédigés étant largement préférés. Les tableaux sont à réserver à la présentation de données structurées (résultats, etc.).
- Les appels de note de bas de page (petits chiffres en exposant, introduits par l'outil «  Source ») sont à placer entre la fin de phrase et le point final[comme ça].
- Les liens internes (vers d'autres articles de Wikipédia) sont à choisir avec parcimonie. Créez des liens vers des articles approfondissant le sujet. Les termes génériques sans rapport avec le sujet sont à éviter, ainsi que les répétitions de liens vers un même terme.
- Les liens externes sont à placer uniquement dans une section « Liens externes », à la fin de l'article. Ces liens sont à choisir avec parcimonie suivant les règles définies. Si un lien sert de source à l'article, son insertion dans le texte est à faire par les notes de bas de page.
- La présentation des références doit suivre les conventions bibliographiques. Il est recommandé d'utiliser les modèles {{Ouvrage}}, {{Chapitre}}, {{Article}}, {{Lien web}} et/ou {{Bibliographie}}. Le mode d'édition visuel peut mettre en forme automatiquement les références.
- Insérer une infobox (cadre d'informations à droite) n'est pas obligatoire pour parachever la mise en page.

Pour une aide détaillée, merci de consulter Aide:Wikification.
Si vous pensez que ces points ont été résolus, vous pouvez retirer ce bandeau et améliorer la mise en forme d'un autre article.
 (juillet 2023).
Power Rangers HyperForce est une série web de jeu de rôle sur table en direct et interactive, diffusée en streaming, produite par Saban Brands et Hyper RPG. La série est basée sur le célèbre programme de télévision américain Power Rangers. Elle a été annoncée lors de la TwitchCon 2017 et a fait ses débuts le 24 octobre 2017 sur la chaîne de streaming en direct Twitch de Hyper RPG. Elle met en vedette des membres de la franchise des Power Rangers ainsi que d'autres personnalités d'Internet. Des Rangers des saisons précédentes de Power Rangers font des apparitions spéciales, notamment Erin Cahill (de Power Rangers la Force du Temps). Malika Lim en est le Maître de Jeu.
Power Rangers HyperForce est diffusé sur la chaîne de streaming en direct Twitch et sur la chaîne YouTube de Hyper RPG. Il est également publié sous forme de podcast audio par Hyper RPG via SoundCloud, Google Play, iTunes et Spotify.

## Synopsis
Power Rangers HyperForce se déroule en l'an 3016 à l'Académie Time Force. Une équipe de cadets des Rangers Time Force doit se rassembler pour vaincre un ancien mal qui cherche à détricoter la trame même de l'univers. Sous la direction de leur mentor, Jen Scotts, et avec le Maître de Jeu de l'émission, Malika Lim, les Rangers nouvellement formés voyageront à travers le temps et l'espace pour accomplir leur mission tout en croisant de nombreuses époques familières (et des visages familiers) en cours de route.

## Distributions

### Rangers HyperForce
- Peter Sudarso joue Marvin "Marv" Léonard Shih, le Ranger HyperForce Rouge[3]. Peter Sudarso a également interprété Preston Tien, le Ranger Bleu de l'acier Ninja dans Power Rangers Ninja Steel[4].
- Andre Meadows joue Edward "Eddie" Banks XXV, le Ranger HyperForce Bleu. Andre Meadows est le créateur et l'animateur de la série Web YouTube connue sous le nom de Black Nerd Comedy[4].
- Paul Schrier joue Jack Dealgoode Thomas, le Ranger HyperForce Jaune. Jack est le plus expérimenté de l'équipe, car il était un policier de terrain, contrairement aux autres qui sont tous des cadets. Paul Schrier a précédemment incarné Farkas "Bulk" Bulkmeier dans la franchise Power Rangers, à partir de Mighty Morphin Power Rangers[4].
- Meghan Camarena joue Chloé Ashford, la Ranger HyperForce Rose. Camarena est connue en tant que personnalité des médias sociaux, Strawburry17[4].
- Cristina Vee joue Vesper Leigh Vasquez, la Ranger HyperForce Noir[4]. Cristina est une voix talentueuse pour les doublages en anglais d'anime, de dessins animés et de jeux vidéo[5].
- Yoshi Sudarso joue Joseph "Joe" Shih, le Ranger Time Force Argenté et le Ranger HyperForce Vert . Joe est le sixième Ranger des Power Rangers HyperForce. Yoshi Sudarso a précédemment incarné Koda, le Ranger Charge Dino Bleu dans Power Rangers Dino Charge. Le rôle de Yoshi dans la série est celui d'un joueur invité récurrent.

### Amis
- Malika Lim joue le Maître du Jeu[4]. Elle agit en tant que narratrice, organisatrice, officiante en ce qui concerne les règles, arbitre et modératrice. Elle incarne également la plupart des personnages non-joueurs.

## Zords

### Hyper Zords
- Hyper Zord Lion : Le Hyper Zord Lion est un Zord ressemblant à un lion piloté par le Ranger HyperForce Rouge.
- Hyper Zord Serpent : Le Hyper Zord Serpent est un Zord ressemblant à un serpent piloté par le Ranger HyperForce Bleu.
- Hyper Zord Bélier : Le Hyper Zord Bélier : est un Zord ressemblant à un bélier piloté par le Ranger HyperForce Jaune.
- Hyper Zord Cerbère : Le Hyper Zord Cerbère est un Zord ressemblant à un cerbère piloté par la Ranger HyperForce Noir.
- Hyper Zord Phénix : Le Hyper Zord Phénix est un Zord ressemblant à un phénix piloté par la Ranger HyperForce Rose.
- Hyper Zord Hydre : Le Hyper Zord Hydre est un zord ressemblant à une hydre piloté par le Ranger Hyperforce Vert.

## Megazords
- Megazord Chronos HyperForce : Les Hyper Zords peuvent se combiner les uns avec les autres pour former le Megazord Chronos HyperForce.

## Discussion
Le Fireside Chat est une série Web informelle, improvisée, interactive et diffusée en direct qui suit immédiatement la plupart, bien que pas tous, les épisodes de Power Rangers HyperForce. Pendant le Fireside Chat, différents membres de Saban Brands et de Hyper RPG, y compris la distribution et les joueurs invités, discutent avec les téléspectateurs de l'épisode le plus récent de Power Rangers HyperForce dans la salle de discussion de Twitch. Chaque épisode du Fireside Chat dure environ 30 minutes et est diffusé exclusivement sur la chaîne de diffusion en direct de Twitch de Hyper RPG.
Notes : 1. Zac Eubank reprend une fois de plus son rôle de maître du jeu invité en raison de la participation de Malika Lim en tant que joueuse invitée lors de cet épisode spécial.
2. Cet épisode spécial est un épisode bonus réalisé au-delà des 25 épisodes initialement prévus. L'épisode spécial a été diffusé lors d'une journée spéciale dans le cadre de HyperDrive de Hyper RPG ; un événement mensuel de collecte de fonds d'une journée conçu pour aider à financer les dépenses quotidiennes de l'entreprise. En raison de cela, l'épisode n'est pas étiqueté sous le titre de l'émission Power Rangers HyperForce comme le reste de la saison. De plus, en tant que partie de HyperDrive, après sa diffusion en direct, l'épisode spécial est resté exclusif à Twitch et ne peut être revu que lors des rediffusions lorsque Hyper RPG n'est pas en direct ou moyennant un abonnement payant à la chaîne Hyper RPG. Étant donné que l'épisode spécial ne sera pas téléchargé sur YouTube comme les épisodes normaux, il n'a pas de titre d'épisode de la même manière que les autres épisodes de Power Rangers HyperForce. Ainsi, le titre de l'épisode indiqué pour cet épisode spécial provient de la façon dont il était répertorié dans le calendrier HyperDrive de Hyper RPG lors de sa diffusion en direct.
3. Contrairement aux épisodes principaux de Power Rangers HyperForce, cet épisode spécial a utilisé un système de jeu de rôle sur table légèrement différent et une composante interactive de participation sur Twitch lors de la diffusion en direct qui favorisait davantage la spontanéité. L'épisode spécial était également moins dépendant de scénarios planifiés pour guider la narration, contrairement aux épisodes principaux. Ainsi, l'histoire et l'improvisation étaient beaucoup plus chaotiques et aléatoires, similaires à ce que l'on peut attendre d'un spectacle de comédie improvisée ou de sketchs tels que Kwik Witz ou Whose Line Is It Anyway?. En raison de ces facteurs, cet épisode spécial est considéré comme appartenant à sa propre continuité, distincte de Power Rangers HyperForce, de l'univers télévisuel Power Rangers et de l'univers des bandes dessinées Mighty Morphin Power Rangers, bien qu'il tire son inspiration de ces trois sources. Bien qu'il ne soit pas considéré comme faisant partie de la continuité de l'univers Power Rangers, cet épisode spécial est néanmoins considéré comme un produit canonique de Power Rangers dans le sens où Saban Brands a approuvé sa réalisation.
4. Parce que cet épisode spécial se concentre principalement sur la perspective des méchants et monstres aléatoires du jour, la distribution de cet épisode est entièrement composée de joueurs invités. Les nouveaux joueurs invités sont Cameron Rice, Melissa Flores et Jason Bischoff. Cameron Rice est un scénariste pour Power Rangers HyperForce et Hyper RPG. Melissa Flores est la directrice de Power Rangers HyperForce et du contenu Power Rangers chez Saban Brands. Jason Bischoff est le directeur des produits de consommation mondiaux pour Power Rangers et Saban Brands. Les joueurs invités revenants, Mike Ginn et Malika Lim, jouent de nouveaux personnages par rapport à leurs apparitions précédentes en tant que joueurs invités.
5. Cette émission spéciale a été réalisée avant qu'il ne soit officiellement établi dans Power Rangers HyperForceque Thrax et "The Leader" de "The Alliance" étaient une seule et même personne. Pour cette raison, ils sont traités comme deux individus totalement distincts dans le cadre de cette émission spéciale.
6. Cette émission spéciale n'avait pas de Fireside Chat car elle faisait partie de Hyper RPG's HyperDrive.

## Bandes dessinées
En 2018, les Rangers HyperForce sont apparus dans "Shattered Grid" de Boom! Studios, un crossover réunissant des équipes de toutes les époques pour célébrer le 25e anniversaire de la série télévisée originale. Il a été publié dans Mighty Morphin Power Rangers #25-30 et diverses publications connexes.
En avril 2023, il a été annoncé que HyperForce recevrait une continuation en bande dessinée intitulée Power Rangers Unlimited: HyperForce #1. Le livre sera écrit par Melissa Flores et Meghan Camarena, illustré par Federico Sabbatini, colorisé par Bryan Valenza et sortira le 19 juillet 2023.

## Hyper RPG
Hyper RPG (Hyper Rabbit Power Go) est une chaîne de divertissement qui diffuse en direct des jeux de table, des critiques et des talk-shows tous les jours de la semaine sur Twitch. Chaque émission a une distribution différente, mais elle peut souvent compter sur des joueurs récurrents et des invités spéciaux.

### Contexte
Fondée en février 2016, Hyper RPG a été créée en collaboration avec Harebrained Schemes, un développeur de jeux vidéo responsable des jeux informatiques Shadowrun Returns et Battletech. Ils ont diffusé leur première émission, un jeu de table Battletech intitulé Death From Above, le 3 mars 2016. En décembre 2018, le directeur de la création de Hyper RPG, Zac Eubank, a annoncé via une vidéo YouTube que l'entreprise déménagerait dans un nouveau studio après une absence notable de contenu. Hyper RPG propose désormais deux à quatre vidéos par jour sur Twitch et de nombreuses émissions sont également diffusées et archivées sur YouTube.

### Format et autres émissions
Jeux de rôle - Les jeux de rôle présentés sur Hyper RPG vont du classique Donjons et Dragons à des matériaux de configuration sous licence, tout comme Power Rangers HyperForce. Souvent, ces émissions mettent en scène un maître du jeu et quatre à cinq joueurs, avec parfois un invité en fonction du jeu. Beaucoup de leurs émissions encouragent une participation active des téléspectateurs, qui peuvent faire des dons à la chaîne pour donner aux joueurs des bonus ou des jets de dés supplémentaires. Des dons plus importants peuvent déclencher des rebondissements dans l'histoire, entraînant ainsi davantage de suspense. Chaque épisode, quel que soit le jeu, dure généralement entre 2 et 3 heures, avec une courte pause à mi-émission.
Critiques - Des émissions de critiques couvrant des séries télévisées, des films, des livres et la culture populaire en général, souvent avec un panel de chroniqueurs invités et des membres réguliers. Ces émissions sont généralement diffusées lors de la sortie d'un événement notable de la culture populaire.
Talk-shows - Un forum général pour les actualités, les discussions sur la culture populaire et les opinions des invités et des animateurs. Beaucoup de leurs talk-shows sont diffusés quotidiennement, souvent avant ou après une émission connexe, avec l'émission Coffee & Comics le mercredi.
Podcast - Hyper Heroes est une version podcast de certaines émissions qui ne sont pas des jeux de rôle. Le podcast est actif depuis le 1er août 2017.
Mise à jour hebdomadaire - Chaque lundi, un membre de l'équipe présente le programme de la semaine et partage les actualités de la chaîne.

### Kollok 1991
L'émission récente Kollok 1991 est inspirée de séries telles que Stranger Things, X-Files et Twin Peaks. Kollok utilise le système de jeu Kids on Bikes, un système de jeu conçu pour reproduire le style de narration de Stephen King, où des enfants se regroupent pour affronter un mal indicible que les adultes ne voient même pas. Kollok met en vedette l'acteur de Twin Peaks, Ray Wise, dans le cadre de l'introduction. Wise était une vedette invitée dans une émission précédente de Hyper RPG, 10 Candles.

### Autres émissions de jeux
Tout comme Power Rangers HyperForce, plusieurs émissions sous licence présentent des jeux se déroulant dans divers mondes existants. Des jeux tels que The Banner Saga, Pencils and Parsecs et Rat Queens. Ces émissions suivent un format similaire à celui de Power Rangers HyperForce, ont une durée comparable et mettent en scène une distribution principale avec des invités occasionnels. Hyper RPG joue également à des jeux de rôle classiques tels que Warhammer 40K et Shadowrun.